# أسفل شعب القماري (حبيل جبر)

تعديل مصدري - تعديل

اسفل شعب القماري هي إحدى قرى عزلة حبيل جبر بمديرية حبيل جبر التابعة لمحافظة لحج، بلغ تعداد سكانها 26 نسمة حسب تعداد اليمن لعام 2004.